# Stig Södersten
Stig Hilding Södersten, född 22 augusti 1906 i Stockholm, död 5 september 1979 i Stockholm, var en svensk tecknare, målare och illustratör.

## Biografi
Stig Södersten var son till ingenjören Hilding Sigurd Helmer Södersten och Elsa Fredrika Mathilda Anell samt från 1929 gift med Lisa Södersten. Han studerade vid Wilhelmsons målarskola och Tekniska skolan varefter han fortsatte sina studier vid Kungliga konsthögskolan 1923–1929. Han vistades utomlands 1929 och bedrev självstudier i Frankrike, Nederländska Ostindien och Bali. Tillsammans med sin hustru ställde han ut på Galleri Modern i Stockholm 1932 med exotiska studier från sin tid på Bali. Separat ställde han ut på De ungas salong i Stockholm 1944 och på Lilla galleriet i Stockholm 1950 samt i Köping och Gamleby i Småland. Från mitten av 1920-talet till början av 1950-talet medverkade han ett 15-tal gånger i samlingsutställningar med Sveriges allmänna konstförening och i utställningen Tecknare i Folket i bild som visades på De ungas salong 1947 och 1951 samt Liljevalchs Stockholmssalonger. Han tilldelades 1965 års plakett för sina barnboksillustrationer och Statens stora arbetsstipendium 1966–1967. Hans konst består av en lågmäld realistisk landskapslyrik, Under 1940-talet var han en flitigt anlitad illustratör och illustrerade bland annat Birgitta Claesons Tvillingarna på Loholm och Pojkarnas flygbok samt illustrationer till tidningar med diktillustrationer som specialitet. Under 1950-talet tillkom teckningsuppdrag från Bokklubben Svalan och Bonniers folkbibliotek där han bland annat illustrerade Onkel Toms stuga 1953 och Evert Taubes Förlustelse och frid 1957. Som novellillustratör medarbetade han under en följd i Folket i bild och många av hans teckningar publicerades även i tidskriften All världens berättare. Bland övriga böcker som Södersten har illustrerat kan nämnas Jorden runt på 80 dagar av Jules Verne, Bombi Bitt och jag av Fritiof Nilsson Piraten, Ringaren i Notre Dame av Victor Hugo, Barnen ifrån Frostmofjället av Laura Fitinghoff samt Baskervilles hund av Sir Arthur Conan Doyle. Södersten är representerad vid Moderna museet i Stockholm och Kalmar konstmuseum.

## Priser och utmärkelser
- 1965 - Elsa Beskow-plaketten[10]